# Voggenmühle
Voggenmühle ist eine Wüstung auf dem Gemeindegebiet der kreisfreien Stadt Ansbach (Mittelfranken, Bayern).

## Geografie
Voggenmühle und Voggenhof befanden sich im 19. Jahrhundert westlich der Oberen Vorstadt Ansbach auf einer Höhe von 407 m ü. NHN. Im Westen lag die Flur Hinterm Voggenhof. Heute befinden sich an der Stelle Sportplätze und das Freizeitbad Aquella.

## Geschichte
Im 16-Punkte-Bericht des Oberamtes Ansbach von 1684 wurde Voggenmühle erstmals urkundlich erwähnt. Das Anwesen gehörte zur Stadt Ansbach und hatte das Hofkastenamt Ansbach als Grundherrn. Unter der preußischen Verwaltung (1792–1806) des Fürstentums Ansbach erhielt Voggenmühle bei der Vergabe der Hausnummern die Nr. 377 des Ortes Ansbach. Von 1797 bis 1808 unterstand der Ort dem Justiz- und Kammeramt Ansbach. Seitdem wurde Voggenmühle nicht mehr erwähnt. Auch im Urkataster des 19. Jahrhunderts finden sich keine Spuren mehr von dem Anwesen. Zwischen 1956 und 1970 wurde das Areal von der wachsenden Stadt Ansbach mit einem Sportstadion überbaut.

## Religion
Die Einwohner evangelisch-lutherischer Konfession waren nach St. Johannis (Ansbach) gepfarrt.